# Lindsay Shoop
Lindsay Shoop (Charlottesville, 25 de septiembre de 1981) es una deportista estadounidense que compitió en remo.
Participó en los Juegos Olímpicos de Pekín 2008, obteniendo una medalla de oro en la prueba de ocho con timonel.
Ganó tres medallas de oro en el Campeonato Mundial de Remo entre los años 2006 y 2009.

## Palmarés internacional
| Juegos Olímpicos   | Juegos Olímpicos   | Juegos Olímpicos | Juegos Olímpicos |
| Año                | Lugar              | Medalla          | Prueba           |
| ------------------ | ------------------ | ---------------- | ---------------- |
| 2008               | Pekín (China)      | Medalla de oro   | Ocho con timonel |
| Campeonato Mundial |                    |                  |                  |
| Año                | Lugar              | Medalla          | Prueba           |
| 2006               | Eton (Reino Unido) | Medalla de oro   | Ocho con timonel |
| 2007               | Múnich (Alemania)  | Medalla de oro   | Ocho con timonel |
| 2009               | Poznań (Polonia)   | Medalla de oro   | Ocho con timonel |